# پالور (رودان)
پالور، روستایی در دهستان جغین جنوبی بخش جغین شهرستان رودان در استان هرمزگان ایران است. این روستا، مرکز دهستان جغین جنوبی است.

## جمعیت
بر پایه سرشماری عمومی نفوس و مسکن در سال ۱۳۹۵، جمعیت این روستا برابر با ۱٬۳۷۰ نفر (۳۶۰ خانوار) بوده‌است.